# El Sauzal
El Sauzal je jednou z 31 obcí na španělském ostrově Tenerife. Nachází se na severu ostrova, sousedí s municipalitami La Matanza de Acentejo, El Rosario a Tacoronte. Její rozloha je 18,31 km², v roce 2019 měla obec 8 934 obyvatel. Je součástí comarcy Acentejo.

## Významní rodáci
- María de León y Delgado (1643 – 1731), jeptiška a mystička.